# Портфель

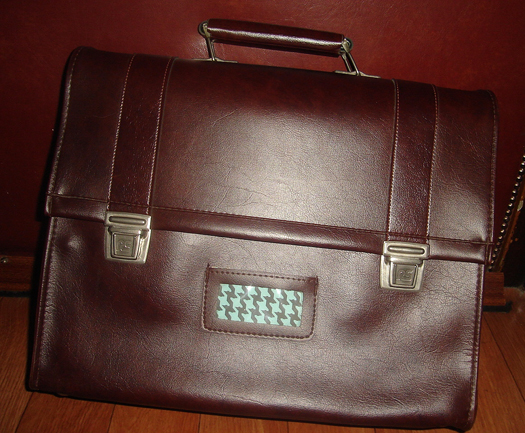
Портфель

Портфе́ль (от фр. porte — несу, feuilles — листы бумаги) — узкая сумка прямоугольной формы, иногда со скруглёнными углами или боковыми поверхностями в виде трапеции (пластрон), для переноски бумаг, тетрадей, книг, учебников и прочих предметов, связанных с «бумажной» работой.
Сумки появились в тот поворотный момент истории, когда у человечества появилась необходимость где-нибудь хранить и переносить свои вещи.
До недавнего времени ошибочно считалось, что первые упоминания об аналоге современного портфеля — римском локулусе — датировались I-III веками нашей эры. Однако локулус являлся в римской армии вовсе не портфелем, а мехом для зерна.
Как правило, снабжён ручкой на одной из торцевых поверхностей. Закрывается одной или двумя, чаще традиционными «портфельными», застёжками, или молнией. Изготовляется из кожи или пластмассы. Может также иметь ремень для ношения через плечо или лямки для ношения на спине. Деловые портфели делаются из мягкой или твердой кожи, могут иметь металлические ножки для придания устойчивости. Также портфели используются для транспортировки ноутбуков. Иногда, из-за схожести дизайна и использования, унаследованных от традиционных школьных портфелей советского времени, портфелем называют школьный ранец.